# باولا كيلي
باولا كيلي (بالإنجليزية: Paula Kelly)‏ هي عازفة الجاز ومغنية أمريكية، ولدت في 6 أبريل 1919 في غروف سيتي ‏ في الولايات المتحدة، وتوفيت في 2 أبريل 1992 في كوستا ميسا في الولايات المتحدة.

## وصلات خارجية
- باولا كيلي على موقع IMDb (الإنجليزية)
- باولا كيلي على موقع ميوزك برينز (الإنجليزية)
- باولا كيلي على موقع ديسكوغز (الإنجليزية)